# Буэна, Матиа
Роза Изабель Матиа Буэна (англ. Rosa Isabel Mutya Buena; род. 21 мая 1985, Лондон) — британская певица, бывшая участница группы «Sugababes».

## Биография
Буэна родилась в лондонском районе Кингсбери, где до сих пор проживает её семья. Мать — ирландка, отец — филиппинец. Имя «Матиа» происходит от тагальского слова, означающего «муза» или «красивая девушка». У Буэны пять братьев: Байяни, Чарли, Крис, Дэнни и Роберто (англ. Bayani, Charlie, Chris, Danny, Roberto), и две младшие сестры: Лигайя и Далисай (англ. Ligaya, Dalisay). Третья сестра Майя умерла в 2002 году. Ей посвящена песня «Maya» из альбома «Three».
23 марта 2005 года у Буэны и её бой-френда Джея родилась девочка Талия-Майя (англ. Tahlia-Maya). Это событие стало причиной ухода Буэны из группы «Sugababes».

## Sugababes
Буэна начала свою музыкальную карьеру в составе группы «Sugababes», которая выпустила такие хиты как «Freak Like Me», «Hole In The Head» и «Push The Button». В группе Буэна была с первого дня её существования. Через несколько лет она покинула группу и начала сольную карьеру. На место Буэны в группу пришла Амелла Берраба.
Официально Буэна покинула группу 21 декабря 2005 года. На официальном сайте группы было опубликовано объявление об этом, которое начиналось словами:

Решение Матии основано исключительно на причинах личного характера, и она останется лучшей подругой Кейши и Хайди.
Оригинальный текст (англ.)Mutya's decision is based purely on personal reasons and she will continue to remain the best of friends with both Keisha and Heidi

## Сольная карьера
После ухода из «Sugababes» Буэна начала работать над материалом для сольной карьеры. 25 апреля 2006 года на сайте MySpace появилась её личная страница, где Буэна общалась с поклонниками, друзьями и коллегами. Там же были выложены демо-треки «Love Story», «2 the Limit», «Wonderful», «Darkside», «Suffer 4 Love», «Sunshine» и «Addiction», которые предположительно должны были войти в её будущий альбом (в альбом были включены только два трека «Wonderful» и «Suffer For Love»).
Буэна сотрудничала со многими исполнителями, в том числе с Tah Mac, MC Viper, Джорджем Майклом, группой «Groove Armada», при подготовке их будущих альбомов и сборных альбомов. Страстная баллада «This Is Not Real Love» с перемежающимися куплетами в исполнении Джорджа Майкла и Буэны была включена в состав альбома Джорджа Майкла «Twenty Five» в конце 2006 года. В 2006 году Буэна с ним участвовала в совместном турне. Песня «This Is Not Real Love» также была включена в первый сольный альбом Буэны «Real Girl» (2007).
Буэна участвовала в записи альбома «Soundboy Rock» группы «Groove Armada», выпущенном 4 мая 2007 года. Трек «Out Of Control (Song 4 Mutya)» был высоко оценён ведущими музыкальными обозревателями и включён как в альбом «Soundboy Rock», так и в альбом «Real Girl».
Вместе с Tah Mac Буэна участвовала в записи альбома «Give Back».
В создании альбома «Real Girl» (выпущен 4 июня 2007 года) принимали участие Джонни Дуглас (англ. Johnny Douglas), Эми Уайнхаус и «Groove Armada». Первый сингл «Real Girl» с альбома вошёл в британский чарт на 11 месте, а позже поднялся до второй позиции. В композиции используется семплы с песни Ленни Кравица «It Ain’t Over 'Till It’s Over».
Сингл «Real Girl» в действительности был написан новой участницей Амеллой Беррабах для группы «Sugababes», но в связи с отказом группы от него, был передан Буэне. Об авторстве трека, ставшего визитной карточкой альбома, Буэна узнала уже после его выхода и даже хотела исключить песню из альбома, но в итоге был достигнуто решение о передаче прав на неё Буэне.
18 и 19 августа 2006 года Буэна участвовала в фестивале «V Festival» в Хайлендс-парке в Челмсфорде (графство Эссекс) и Уэстон-парке в Стаффорде (графство Стаффордшир).

## Дискография
| Год  | Сингл                                             | Альбом    |
| ---- | ------------------------------------------------- | --------- |
| 2006 | This Is Not Real Love (вместе с Джорджем Майклом) | Real Girl |
| 2007 | Real Girl                                         | Real Girl |
| 2007 | Song 4 Mutya (Out of Control)                     | Real Girl |